# Witches and Other Night Fears
Witches and Other Night Fears es la primera demo de cinco pistas de la banda finlandesa de rock HIM. La única copia de esta demo está en posesión de Ville Valo, cantante de HIM, y no va a ser puesta a la venta nunca ni hay bootlegs, porque la calidad de la grabación era muy deficiente para ser mostrada. El título está inspirado en un libro acerca del ocultismo que leyó Ville Valo. 

## Lista de canciones
1. Black Candles
2. (Don't Fear) The Reaper (versión de Blue Öyster Cult)
3. The Heartless
4. Sleepwalking Past Hope
5. Warlock Moon

- Datos: Q1940611